# Krościenko (Bieszczadi járás)
Krościenko (ukrán nyelven: Коростенько) Lengyelország délkeleti részén, a Kárpátaljai vajdaságban, a Bieszczadi járásban, Gmina Ustrzyki Dolne község területén található település, közel a lengyel–ukrán határhoz.A község központjától, Ustrzyki Dolnétől 7 kilométernyire északkeletre található és a vajdaság központjától, Rzeszówtól 79 kilométernyire található délkeleti irányban.

## Fordítás
Ez a szócikk részben vagy egészben  a   Krościenko, Bieszczady County című angol Wikipédia-szócikk ezen változatának fordításán alapul.  Az eredeti cikk szerkesztőit annak laptörténete sorolja fel. Ez a jelzés csupán a megfogalmazás eredetét és a szerzői jogokat jelzi, nem szolgál a cikkben szereplő információk forrásmegjelöléseként.